# Biagicola
Biagicola là một chi bướm đêm thuộc họ Erebidae.